# Cámara de Representantes de Alaska
La Cámara de Representantes de Alaska es la Cámara Baja de la Legislatura Estatal del Estado de Alaska, Estados Unidos.

## Composición
La Cámara está compuesta por 40 miembros representando aproximadamente a cada 30. 000 habitantes. Los miembros son electos por períodos de dos años con posibilidad de reelección consecutiva e indefinida.

## Funcionamiento
La Cámara puede votar favorablemente leyes una vez que hayan sido leídas tres veces, para luego ser enviadas al Senado para refrendo. El gobernador puede vetar las leyes en caso de que no desee firmarlas una vez aprobadas, en cuyo caso se requieren dos tercios de los votos en una sesión conjunta entre el Senado y la Cámara para rechazar el veto. The chief clerk will then assign bills a number.
Las sesiones inician el segundo lunes de enero después de un año con elección presidencial y el tercer jueves de enero después de un año de elección gubernatorial. State representatives serve for terms of two years.

## Liderazgo
El Orador de la Cámara es electo por el plenario generalmente por la bancada mayoritaria y tiene como potestades dirigir el debate y nombres los integrantes de las comisiones así como crear nuevas comisiones. Los líderes de mayoría y minoría son electos por sus respectivas bancadas.